# Balhaško jezero
Balhaško jezero (kazaški: Балқаш Көлі, ruski: Озеро Балхаш), je veliko slano jezero u pustinjskoj stepi istočnog Kazahstana.

## Zemljopisne karakteristike
Balhaško jezero se prostire od srednjeg do istočnog Kazahstana, na 342 m nadmorske visine u ogromnoj kotlini Balhaš - Alakol udaljeno 966 km istočno od sličnog Aralskog mora.Ono je dugo 605 km od zapada prema istoku, a površina mu značajno varira, ovisno o dotoku voda. U godinama kad je obilovalo vodom kao na početku 20. st. i za dekade 1958. – 1969., jezero je imalo površinu od 18 000 do 19 000 km².Ali u sušnim razdobljima, kao na kraju 19. st., i 1930-ih, površina jezera se smanjila na 15 500 do 16 300 km².Takve promjene u površini prate promjene i u razini vode od oko 3 metra. Jedna od karakteristika jezera je poluotok Sarimsek, koji dijeli jezero u dvije zasebne hidrološke cjeline, zapadni dio jezera, koji je širok i plitak, i istočni dio, koji je uski i relativno dubok. Zbog tog varira i širina jezera koja iznosi 74 do 27 km u zapadnom dijelu, do 10-19 km u istočnom dijelu. Dubina jezera u zapadnom dijelu ne prelazi 11 m, dok u istočnom dijelu doseže 26 metara. Dva dijela jezera su spojena uskim tjesnacom, - Uzinaral, dubine od oko 6 metara.

### Hidrološke karakteristike
Najveća pritoka jezera je rijeka Ile, koja dotječe s juga i izlijeva se s velikom deltom u zapadnom dijelu jezera, ona sama donosi oko 80 - 90 % svih voda jezeru, ali je izgradnja hidroelektrana duž njezina toka smanjila vodostaj rijeke krajem 20. st. Ostale pritoke su mali vodotoci kao; Karatal, Aksu, Ajaguz i Lepsi koji ističu u istočni dio jezera. Kako oba dijela jezera imaju gotovo jednaku površinu, ta situacija dovodi do toga da vode iz zapadnog dijela jezera pretječu u istočni dio. Voda u zapadnom dijelu je gotovo pitka i pogodna za industrijsku upotrebu i potrošnju, ali je u istočnom dijelu jako slana.
Sjeverne obale jezera su visoke i stjenovite, s jasno vidljivim kamenim terasama. Južne obale su niske i pjeskovite, a širok pojas do jezera prekriven gajevima trstike i brojnim malim jezerima i barama. Taj dio obale jezero povremeno plavi za visokog vodostaja.

### Klimatske karakteristike
U kraju uz Balhaško jezero prevladavaju oštri klimatski uvjeti, s toplim ljetima i vrlo hladnim zimama, što značajno utjiče na cijeli režim jezera. Prosječna godišnja temperatura vode u zapadnom dijelu jezera je 10 ° C, u istočnom dijelu je 9 ° C. Prosječna količina oborina je oko 430 mm, Balhaško jezero se ledi od kraja prosinca do početka travnjaa.

### Ekonomsko značenje jezera
Privredna važnost Balhaškog jezera uvelike je porasla od prve polovice 20. st. U početku je najznačajniji bio ribolov, kavezni uzgoj riba počelo se razvijati od 1930. Tad je razvijen i redovni brodski promet po jezeru, pa se počelo prevoziti puno tereta. Od velikog ekonomskog značaja za cijelu regiju je bila izgradnja velikog kombinata za preradu bakra, oko kojeg je izniknuo i čitav veliki grad Balkaš na sjevernoj obali jezera. Kad je 1970. proradila Hidroelektrana Kapčagaj sa svojim velikim umjetnim jezerom smanjen je dotok rijeka Ile za dvije trećine, pa je to uzrokovalo i pad razine jezerskih voda. Nivo jezera je pao za 2,2 m između 1970. i 1987. Istovremeno su i vode jezera postale sve slanije i zagađenje od istjecanja goriva, i otpadnih voda iz rafinerije bakra. Dotad velik ulov u ribarstvu se značajno smanjio, uz istovremeno značajno smanjenje pojasa šuma i močvara duž obale jezera.
Danas prevladavaju karbonatni minerali kao talog koji se gomila na dnu jezera. Jezerska fauna je sve do 1970-ih bila bogata, tad je u jezeru živjelo oko 20 vrsti ribe, od toga 6 endemskih. Ali se zahvaljujući pogoršanju kvalitete vode od tada počela značajno smanjivati.

## Vanjske poveznice
|  | Zajednički poslužitelj ima još gradiva o temi Balhaško jezero |

- Lake Balkhash na portalu Encyclopædia Britannica (engl.)